# NEN 2748
NEN 2748 is een Nederlandse Norm (NEN). Om de kosten te controleren binnen een facilitair bedrijf die betrekking hebben op de facilitaire voorzieningen is goede en heldere managementinformatie nodig (kerngetallen). De NEN 2748 zorgt ervoor dat, door de kosten eenduidig onder te verdelen en te registreren, er kostenbeheersing kan plaatsvinden.
Verder helpt deze norm om overeenkomsten te sluiten volgens de opbouw van deze norm. De uitkomsten (kerngetallen) die voortkomen uit de norm kunnen gebruikt worden voor zowel interne als externe kostenvergelijking (benchmark), afwegingen tussen koop of lease. Kortom een Nederlandse norm voor facilitaire financiële data.
Bij het opstellen van de NEN 2748 bleek dat er bij organisaties behoefte was aan een handleiding. Organisaties wilden met name duidelijkheid over de posten van hun administratie waaronder hun facilitaire voorzieningen moeten worden gerubriceerd. De voornaamste onduidelijkheid was de spanning binnen de NEN 2748 tussen een functionele kostenstructuur en Activity Based Costing. Om dit op te lossen en omdat de NEN 2748 pas in 2006 bijgewerkt mocht worden, werd de NPR 2744 opgesteld.
De Europese opschaling (20 landen) voor de NEN 2748 is de NEN-EN 15221. Dit is een traject onder Nederlands voorzitterschap en wordt ondersteund door de NEN.

## Opbouw NEN 2748

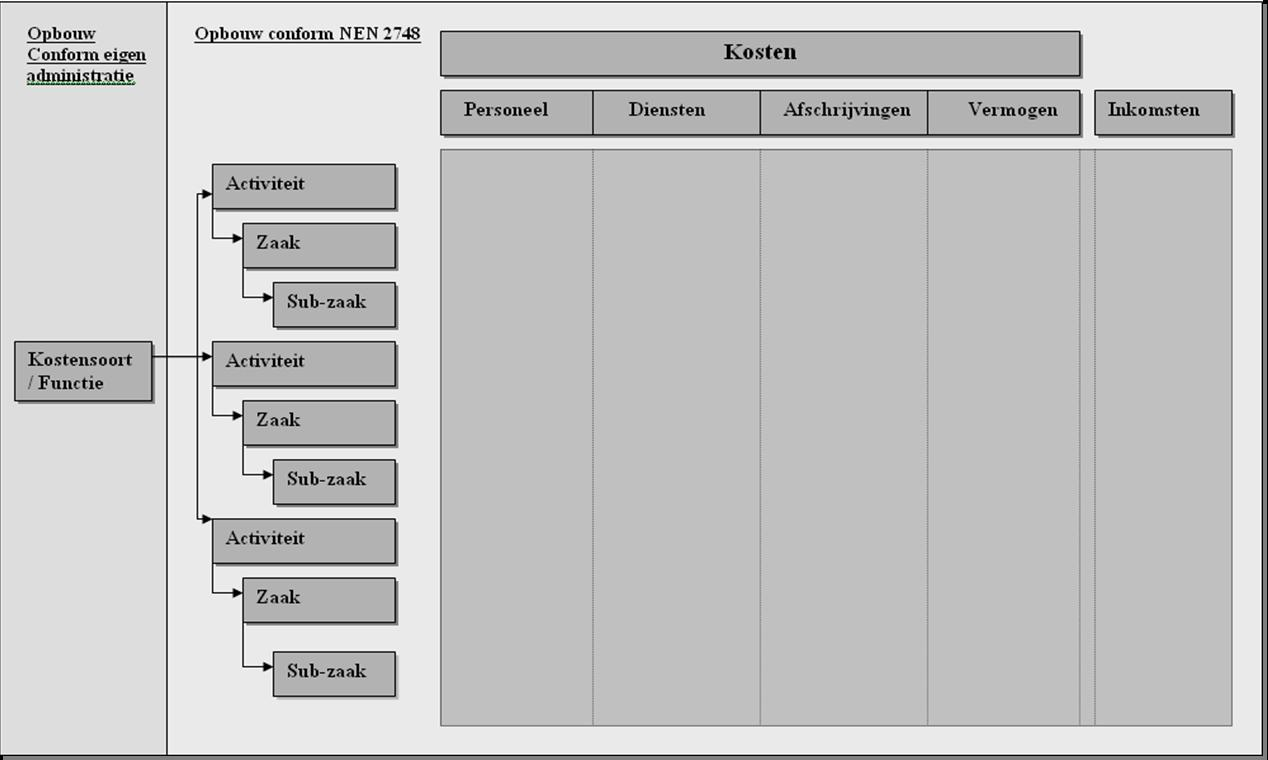
NEN 2748 visueel opgebouwd

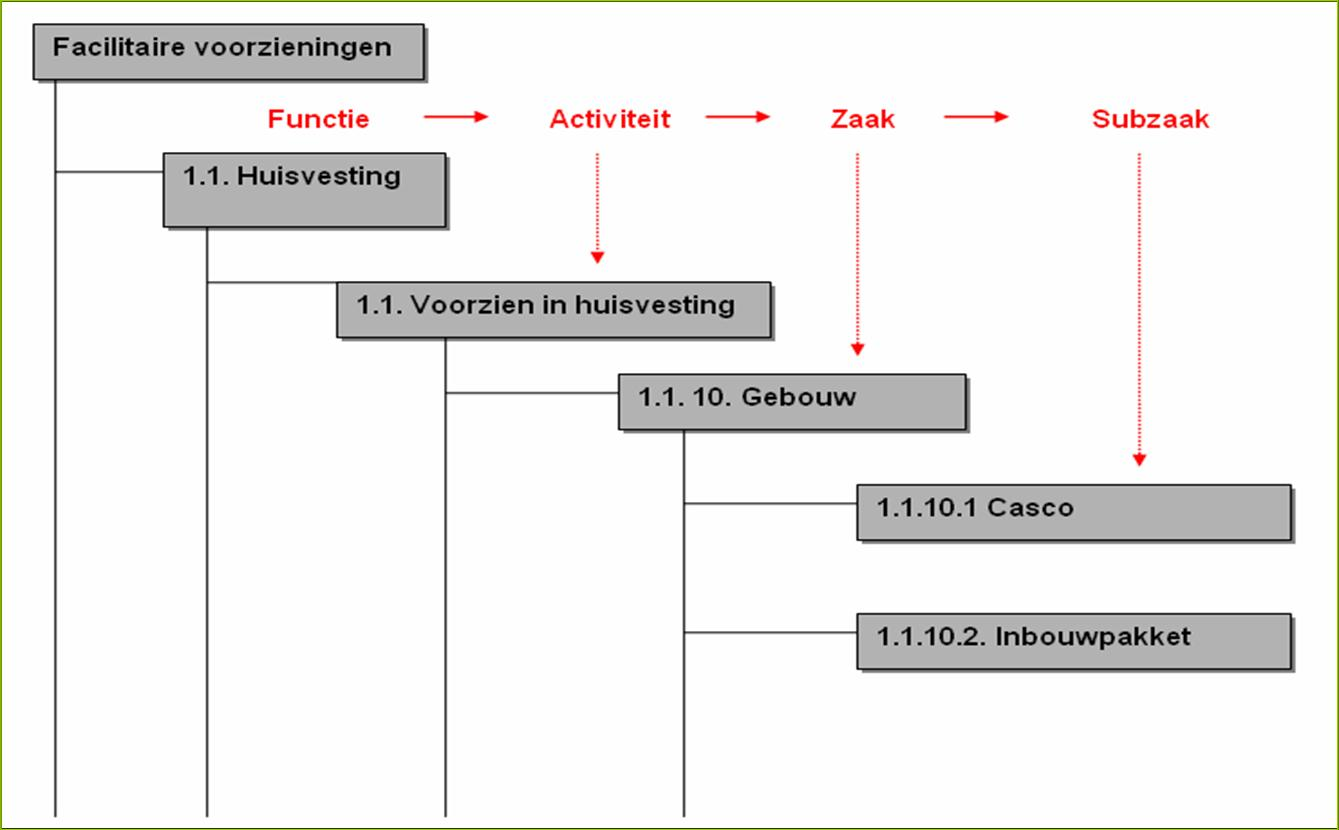
Voorbeeld van een afdaling

De NEN 2748 is opgebouwd volgens het principe van de activity based costing-methode (ABC) en is ingedeeld in vijf hoofdcategorieën (kostensoorten):
- 1. Huisvesting - “Voorzien in gebouw en terreinen,verzekeringen, onderhoud, verbouwingen, energie en water, beheer (in termen van huur, lease en koop) en rente van vastgoed.”
- 2. Diensten en middelen - “Voorzien in consumptieve diensten (bedrijfsrestaurant, catering, drankenautomaten), risicobeheersing, (bewaking, beveiliging en receptie), schoonmaak, verhuizingen, het managen van documenten (creatie, verwerking in de postkamer, reproductie, beheer en archivering), het managen van reststoffen, het verstrekken van ruimte, kantoorartikelen, groenvoorziening, kunst en bewegwijzering, als ook bedrijfskleding”
- 3. ICT - “Voorzien in in- en externe transmissie-infrastructuur, hardware, software en ondersteuning (in termen van opleiding, beheer en onderhoud, advies en calamiteiten)”
- 4. Externe voorzieningen - “Voorzien in extern verblijf (zoals vergaderaccommodaties en thuiswerkplekken) en personenvervoer (dienstreizen en woon- werkverkeer per vliegtuig, openbaar vervoer of leaseauto's”
- 5. Facilitair management - “integrale sturing van voornoemde rubrieken zoals voorzien in facilitair beleid, marketing en innovatie van FM, het voorzien in een bedrijfsbureau voor administratie, planning en control, secretariële ondersteuning en de personeelszaken van de facilitaire functie, het voorzien in een helpdesk, c.q. bewonersservice, het voorzien in beleid inzake het milieu en de arbeidsomstandigheden, als ook het managen van risico’s, inkoop, informatie en kwaliteit”

In de bovenstaande categorieën (kostensoorten) worden vervolgens de volgende uitgaven en inkomsten geplaatst:
- Personeel
- Leveranciers
- Afschrijvingen
- Vermogen
- Opbrengsten